# Tecalco, San Luis Potosí
Tecalco är en ort i Mexiko.   Den ligger i kommunen Matlapa och delstaten San Luis Potosí, i den sydöstra delen av landet, 220 km norr om huvudstaden Mexico City. Tecalco ligger 125 meter över havet och antalet invånare är 171.
Terrängen runt Tecalco är kuperad åt sydväst, men åt nordost är den platt. Runt Tecalco är det ganska tätbefolkat, med 179 invånare per kvadratkilometer. Närmaste större samhälle är Tamazunchale, 11,2 km söder om Tecalco. Omgivningarna runt Tecalco är en mosaik av jordbruksmark och naturlig växtlighet.